# Lethe appalachia
Lethe appalachia är en fjärilsart som beskrevs av Ralph L. Chermock 1947. Lethe appalachia ingår i släktet Lethe och familjen praktfjärilar. Inga underarter finns listade i Catalogue of Life.